# Mwanza (regio)
Mwanza is een van de 31 administratieve regio's van Tanzania en ligt in het noorden van dat land. De regio heeft een oppervlakte van 9547 km² en had in 2012 meer dan 2,7 miljoen inwoners, het hoogste inwonersaantal van het land. De regionale hoofdstad heet eveneens Mwanza. 
Tot 2007 had Mwanza een oppervlakte van 20.095 km². In dat jaar werd een groot deel overgeheveld naar de nieuwe regio Geita.

## Grenzen
Mwanza ligt aan de zuidelijke oever van het Victoriameer en grenst aan de regio's Geita in het zuidwesten, Shinyanga in het zuiden en Simiyu in het zuidoosten. In het Victoriameer heeft het bovendien grenzen met Kagera in het noordwesten en Mara in het noordoosten.

## Districten
De regio is onderverdeeld in zeven districten:
- Ilemela
- Kwimba
- Magu
- Misungwi

- Nyamagana
- Sengerema
- Ukerewe

Het district Ukerewe bestaat geheel uit eilanden in het Victoriameer, waaronder het naamgevende eiland Ukerewe.